# Allianz deutscher Designer

Logo der AGD

Die Allianz deutscher Designer e. V. (Alliance of German Designers, AGD) ist ein deutscher Verein und Berufsverband. Die Mitglieder sind selbständige Designer aller Fachbereiche. Die AGD berät sie in berufswirtschaftlichen, -rechtlichen und in -steuerlichen Fragen. Zum Angebot gehören außerdem Webseminare, Rechtsschutz für Mitglieder und Unterstützung bei der Kalkulation und der Gestaltung von Angeboten. Ein weiteres Anliegen ist die Vernetzung der Mitglieder.

## Entwicklung
Die AGD wurde 1976 in Bremen als Arbeitskreis arbeitnehmerähnlicher Grafik-Designer AGD gegründet. Ziel war es, für selbstständige Designer einen Tarifvertrag (VTV Design) abschließen zu können und so deren finanzielle Situation nachhaltig zu verbessern. Ab 1984 befand sich die Geschäftsstelle in Braunschweig, seit 2017 ist sie Berlin. Der Sitz des Vereins ist nach wie vor Braunschweig. Die AGD öffnete sich früh für Designer aller Sparten und nennt sich seitdem Allianz deutscher Designer, im europäischen Kontext auch Alliance of German Designers. Als spartenübergreifender Berufsverband fördert die AGD gezielt die Vernetzung ihrer Mitglieder und die interdisziplinäre Zusammenarbeit.
Geschäftsführerin der AGD ist seit 2010 Victoria Ringleb, erste Vorsitzende seit 2023 Katja Kresnik, zweiter Vorsitzender ist Jan Peter Wahlmann. Beisitzer sind Anne-Sophie Büsch, Christiane Schäffner und Thomas Hoyer.

## Der VTV Design: Vergütungstarifvertrag für Designleistungen
Der von der AGD mit u. a. dem SDSt (Selbstständige Designstudios e. V.) ausgehandelte Vergütungstarifvertrag für Designleistungen (VTV Design) gilt seit 1977 als Standardwerk in der Kreativbranche und als Referenzwerk zur Ermittlung einer angemessenen Vergütung von Designleistungen. Er gibt Auftragnehmern und Auftraggebern gleichermaßen Orientierung und wurde zum Beispiel auch schon bei Rechtsstreitigkeiten zu Rate gezogen.
Nach zahlreichen, immer wieder aktualisierten Print-Ausgaben erschien der VTV Design 2015 erstmals online auf der Website der AGD. Er wurde zu einem komplexen Kalkulationstool umgestaltet. Der «VTV Design» steht nicht nur Mitgliedern der AGD zur Verfügung, sondern in der Free-Version und gegen Entgelt auch in den leistungsfähigeren Versionen allen, die ihn nutzen wollen.

## Publikationen – analog und digital
Der VTV Design war in analoger und ist in digitaler Form die wichtigste Publikation der AGD. Er wurde und wird von zahlreichen Designern und Auftraggebern genutzt. Für Mitglieder und die interessierte Öffentlichkeit gab und gibt es jedoch eine Reihe weiterer Publikationen. Analog die Mitgliederzeitschriften und Magazine AGD Quartal, AGD Viertel und Agenda Design, außerdem die Sachinfos für das Basiswissen. Digital ist vor allem das Designerwissen interessant – ein Bereich mit zahlreichen Artikeln, die zum Teil sehr komplexes Wissen rund um das Thema Design vermitteln und frei zugänglich sind.
Die AGD war kooperierender Fachverband des Trägervereins 100 Beste Plakate e. V. und übernahm von 1994 bis 1999 die Publikation zur Ausstellungsserie Die 100 besten Plakate des Jahres.

## Der AGD Rechtsschutz
Seit dem Jahr 2022 bietet die AGD ihren Mitgliedern einen umfassenden Rechtsschutz an. Er besteht aus:
1. einer Vermögensschadens- und Betriebshaftpflichtversicherung. Dazu kooperiert der Verband mit einem Portal, das sich auf Einzelunternehmer und freie Berufe spezialisiert hat.
2. der Beratung und Begleitung bei gerichtlichen Mahnverfahren. Gegebenenfalls werden Mitglieder auch finanziell unterstützt.
3. einem Fonds zur finanziellen Unterstützung bei der gerichtlichen Durchsetzung berechtigter Forderungen.

## Organisationen
Der AGD ist Gründungsmitglied des Deutschen Designtags, und sie ist über diesen im Deutschen Kulturrat für die Branche aktiv. Sie ist weiterhin Mitglied der Initiative Urheberrecht und vertritt die Interessen ihrer Mitglieder im Verwaltungsrat der Verwertungsgesellschaft Bild-Kunst und im Beirat der Künstlersozialkasse.